# Vincenzo Abbagnale
Vincenzo Abbagnale, né le 13 mars 1993 à Scafati, est un rameur italien.

## Biographie
C’est le fils de Giuseppe Abbagnale, médaillé olympique en aviron. Il remporte le titre de champion du monde en deux de pointe avec barreur lors des Championnats du monde d'aviron 2013